# نجم بلاسكيت
نجمة بلاسكيت HR 2422 Monocerotis هي نجمة تبعد عن الأرض ب حولاي 6600 سنة ضوءيية وقد سماها جون ستانلي بلاسكيت. وهي إحدى أكبر النجوم الثنائية المعروفة، حيث أن كتلها الاجمالية حوالي مائة مرة أكبر من الشمس.